# Internationaal wegennetwerk van de Arabische Mashreq

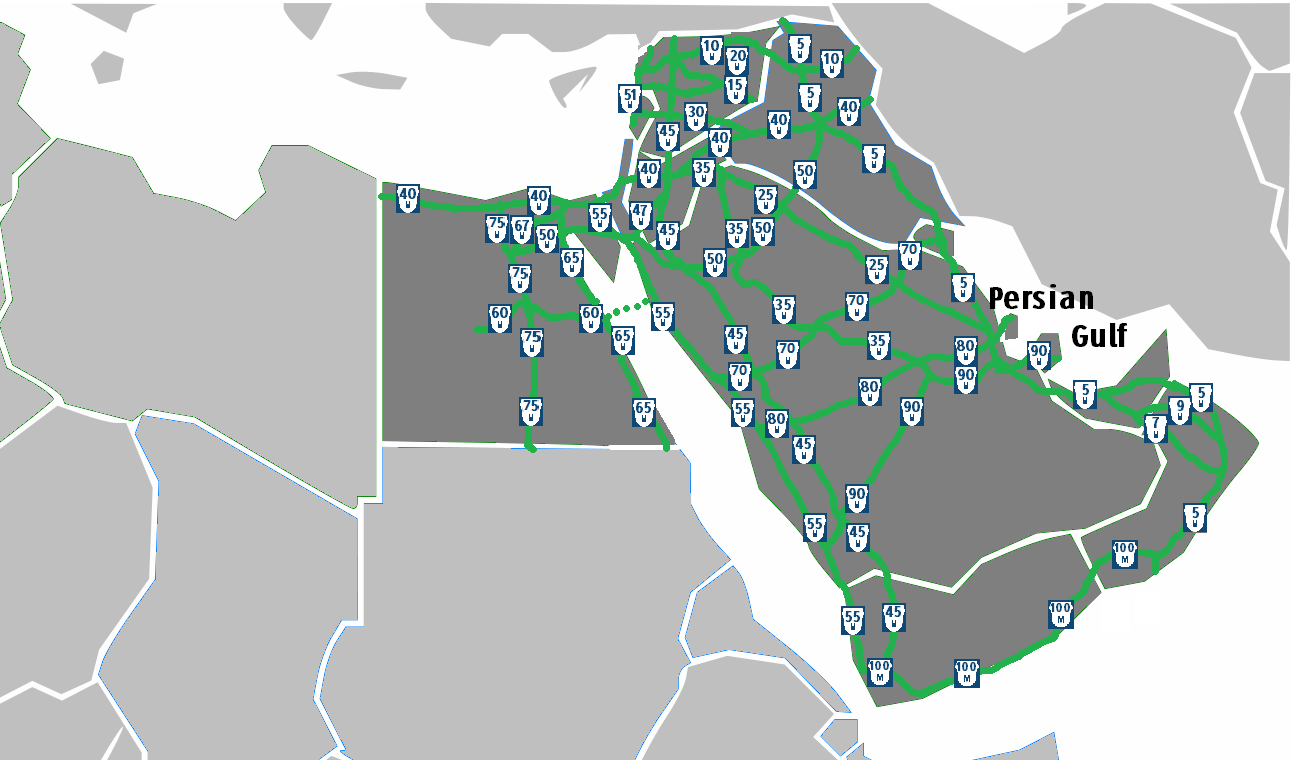
Kaart van het Mashreq-wegennetwerk

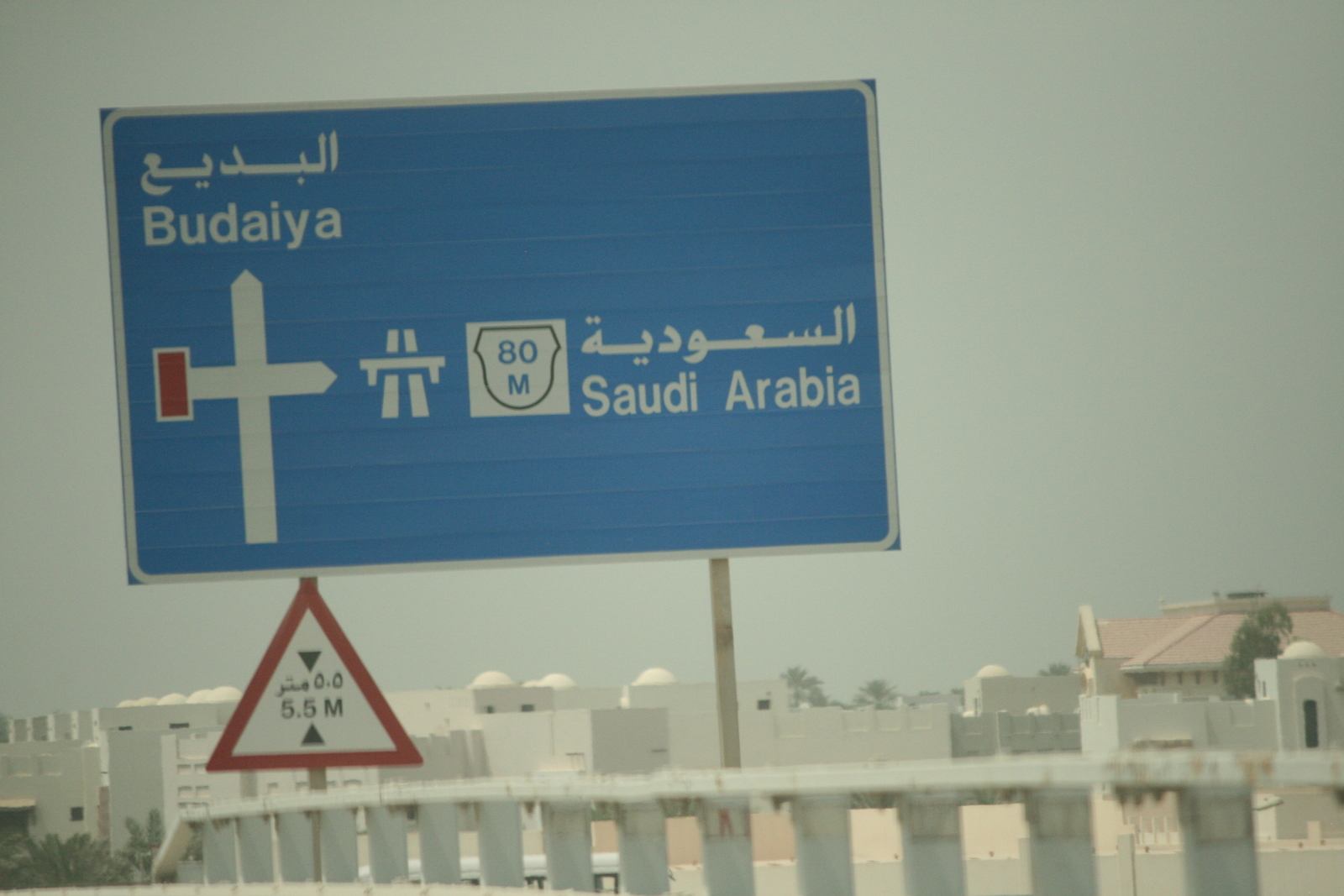
M80

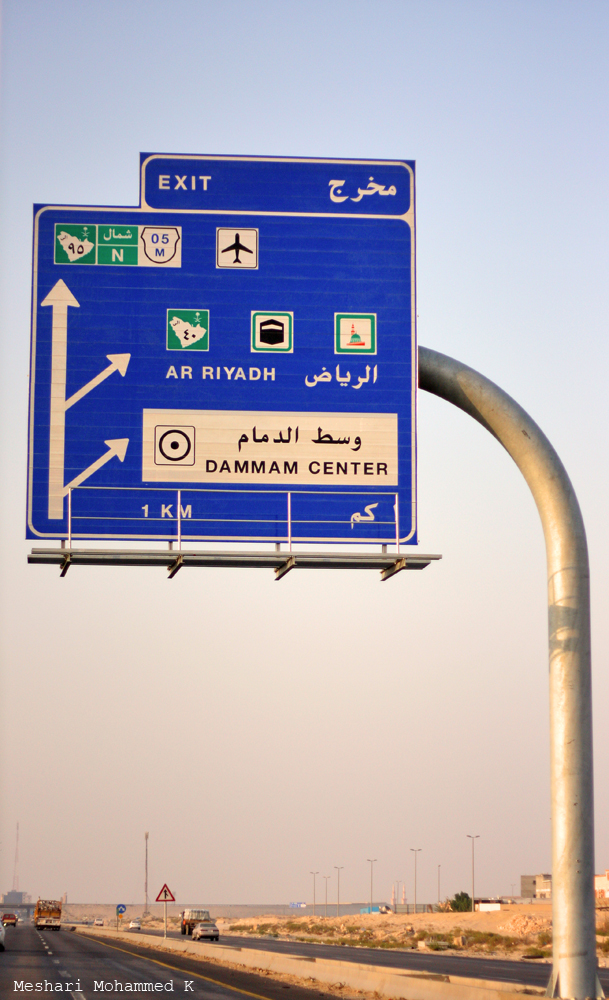
M5

Het Internationale wegennetwerk van de Arabische Mashreq is een samenhangend netwerk van wegen in de Arabische Mashreq. Het is vergelijkbaar met het E-routenetwerk in Europa en het Asian Highway Project in Azië. Het netwerk is in 2001 ingevoerd vanuit de Verenigde Naties.
De wegen zijn genummerd in een schaakbordpatroon (grid). Het systeem is vergelijkbaar met het E-routenetwerk in Europa en de Interstate Highways in de Verenigde Staten. De oneven nummers lopen van noord naar zuid en de even van oost naar west. De nummering loopt op vanaf het noordoosten naar het zuidwesten. Nummers eindigend op een 5 of 0 zijn hoofdroutes.
De wegen lopen door de volgende landen:
- Bahrein
- Egypte
- Irak
- Jemen
- Jordanië
- Koeweit
- Libanon
- Oman
- Palestina (bezet gebied)
- Qatar
- Syrië
- Saoedi-Arabië
- Verenigde Arabische Emiraten

## Lijst

### Noord-zuidroutes
De noord-zuidroutes hebben een oneven wegnummer.
| Schild | Nummer | Officiële omschrijving                   | Route |
| ------ | ------ | ---------------------------------------- | --- |
|        | M5     | Irak, Oost-Arabisch schiereiland         | Turkije – Zakho – Mosoel – Bagdad – As-Samawah – Basra – Koeweit – Abu Hadriyah – Dammam – Hofuf – Salwa – Abu Dhabi – Dubai – Fujairah – Sohar – Masqat – Nizwa – Thumrayt – Salalah |
|        | M7     | Abu Dhabi – Sohar                        | Abu Dhabi – Al Ain – Al Buraimi – Sohar |
|        | M9     | Al Ain – Nizwa                           | Al Ain – Mazyad – Hafit – Nizwa |
|        | M15    | Aleppo – Ramadi                          | Aleppo – Deir ez-Zor – Abu Kamal – Ramadi |
|        | M25    | Petroleumpijplijn                        | Hadithat – 'Ar'ar – Hafar El Batin – Abu Hadriyah |
|        | M35    | Midden-Arabisch schiereiland             | Amman – Al Azraq – Hadithat – Sakakah – Hail – Buraidah – Riyad – Al-Kharj |
|        | M45    | Syrië – Jordanië – Saoedi-Arabië – Jemen | Turkije – Aleppo – Homs – Damascus – Amman – Ma'an – Tabuk – Qalibah – Medina – Mekka – Abha – Sanaa – Ta'izz                                                                         |
|        | M47    | Ma'an – Aqaba                            | Ma'an – Akaba |
|        | M51    | oostkust Middellandse Zee                | Turkije – Kassab – Latakia – Tartous – Tripoli – Beiroet – Naqoura |
|        | M55    | Sinaï – oostkust Rode Zee                | El Arish – Nakhel – Nuweiba – Akaba – Duba – Yanbu – Rabigh – Djedda – Ad Darb – Al Hudaydah – Mokka                                                                                  |
|        | M65    | westkust Rode Zee                        | Ismaïlia – Suez – Port Safaga – Halayeb – Soedan |
|        | M67    | Oostelijke delta                         | Al Qantara – Ismaïlia – Caïro |
|        | M75    | Nijlvallei                               | Alexandrië – Caïro – Qina – Arqine – Soedan |

### Oost-westroutes
De oost-westroutes hebben een even wegnummer.
| Schild | Nummer | Officiële omschrijving                                                 | Route |
| ------ | ------ | ---------------------------------------------------------------------- | --- |
|        | M10    | Noord-Irak – oostkust Middellandse Zee                                 | Iran – Hajj Omran – Arbil – Mosoel – Kamishli – Aleppo – Latakia                                                                                     |
|        | M20    | Centraal-Syrië                                                         | Kamishli – Al-Hasakah – Deir ez-Zor – Homs – Tartous                                                                                                 |
|        | M30    | West-Irak – oostkust Middellandse Zee                                  | Al Rutbah – Damascus – Masnaa – Beiroet |
|        | M40    | Irak – Jordanië – Palestina (bezet gebied) – zuidkust Middellandse Zee | Iran – Munthareya – Khanaqin – Bagdad – Ramadi – Al Rutbah – Al Azraq – Amman – Jeruzalem – Gaza – El Arish – Port Said – Alexandrië – Salum – Libië |
|        | M50    | Bagdad – Caïro                                                         | Bagdad – Karbala – Al Nukhaib – 'Ar'ar – Sakakah – Qalibah – Tabuk – Akaba – Nuweiba – Nakhel – Shatt – Caïro                                        |
|        | M60    | West-Saoedi-Arabië – Opper-Egypte                                      | Duba – Port Safaga – Qina – Mut |
|        | M70    | Koeweit – Yanbu                                                        | Koeweit – Hafar El Batin – Artawiyah – Buraidah – Medina – Yanbu                                                                                     |
|        | M80    | Manamah – Djedda                                                       | Manamah – Dammam – Riyad – Mekka – Djedda |
|        | M90    | Doha – Ad Darb                                                         | Doha – Haradh – Al-Kharj – Sulayyil – Abha – Ad Darb                                                                                                 |
|        | M100   | Zuidelijk Arabisch Schiereiland                                        | Thumrayt – Al Ghaydah – Al Mukalla – Aden – Ta'izz – Mokka                                                                                           |